# Polgárháborúk listája
Ez a lista tartalmazza a történelemben ismert, illetve napjainkban is folyó polgárháborúk felsorolását.

## Történelmi polgárháborúk
| Név                                                                  | Időszak              |
| -------------------------------------------------------------------- | -------------------- |
| Amerikai polgárháború                                                | 1861–1865            |
| Albán polgárháború                                                   | 1997                 |
| Algériai polgárháború                                                | 1991–2002            |
| Az István angol király uralkodása idején Angliában uralkodó zűrzavar | 1135–1153            |
| Rózsák háborúja, (Anglia)                                            | 1455–1485            |
| Angol polgári forradalom (Anglia)                                    | 1642–1651            |
| Bolíviai polgárháború                                                | 1898-1899            |
| Búr polgárháború                                                     | 1862–1864            |
| Chilei polgárháború                                                  | 1891                 |
| Costa Rica-i polgárháború                                            | 1948                 |
| Első szudáni polgárháború                                            | 1955–1972            |
| Finn polgárháború                                                    | 1918                 |
| Görög polgárháború                                                   | 1946–1949            |
| Guatemalai polgárháború                                              | 1960–1996            |
| Horvát-bosnyák háború                                                | 1992–1994            |
| Huszita háborúk (Csehország)                                         | 1419–1437            |
| Ír polgárháború                                                      | 1922–1923            |
| Kambodzsai polgárháború                                              | 1970–1975            |
| Kínai polgárháború                                                   | 1928–1937, 1945–1949 |
| Kolumbiai polgárháború                                               | 1860–1862            |
| Libanoni polgárháború                                                | 1975–1990            |
| Libériai polgárháború                                                | 1990–1997            |
| Magyar belháború                                                     | 1526–38              |
| Második szudáni polgárháború                                         | 1983–2005            |
| Mozambiki polgárháború, lásd Rome General Peace Accords              | 1975–1992            |
| Nigériai polgárháború                                                | 1967–1970            |
| Osztrák polgárháború                                                 | 1934. február 12–16. |
| Pakisztáni polgárháború                                              | 1971                 |
| Palesztin polgárháborúk                                              | 1936–1939, 1947–1948 |
| Paraguayi polgárháború                                               | 1947                 |
| Portugál polgárháború                                                | 1828–1834            |
| Oroszországi polgárháború                                            | 1917–1921            |
| Római polgárháborúk                                                  | i. e. 88 – i. e. 30  |
| Ruandai polgárháború                                                 | 1990–1994            |
| Rákóczi-szabadságharc                                                | 1703–1711            |
| El Salvadori polgárháború (El Salvador)                              | 1979–1991            |
| Salamon-szigeteki polgárháború                                       | 1998–2003            |
| Spanyol polgárháború                                                 | 1936–1939            |
| Srí Lanka-i polgárháború                                             | 1983–2009            |
| Tajping-felkelés (Kína)                                              | 1851–1864            |
| Uruguayi polgárháború                                                | 1839-1851            |
| Vietnámi polgárháború                                                | 1954–1975            |
| Zulu polgárháború                                                    | 1817–1819            |

## Napjainkban is zajló polgárháborúk
- Algériai iszlám felkelés
- Dárfúri konfliktus
- Kolumbiai polgárháború, 1964–2016
- Második líbiai polgárháború
- Niger-delta-válság
- Palesztin polgárháború
- Szomáliai polgárháború
- Második ugandai polgárháború
- Afgán polgárháború, 1992–2001 (az USA 2001-es beavatkozása után afganisztáni háború)
- Angolai polgárháború: 1974–1989, 1995–1997, 1998–2002
- Burundi polgárháború, 1988–1991, 1993–2005
- Cabindai polgárháború, Angola, 1975–2006
- Kambodzsai polgárháború, 1978–1993, 1997–1998
- Casamance-konfliktus, Szenegál területén, 1990-től napjainkig
- Csecsen háborúk: első 1994–1996, második: 1999-től napjainkog
- Csádi polgárháború
- Kongói polgárháború: 1996–1997, majd 1998–2003 között
- Elefántcsontparti polgárháború: 1999–2000 között, majd 2002-től napjainkig
- Kelet-Timori polgárháború, 1975–1999
- A baszk ETA szeparatista mozgalma a spanyol kormány ellen, 1968-tól napjainkig
- Grúziai polgárháború, Abházia, Dél-Oszétia kiszakadási kísérletei, 1988-tól napjainkig
- Guatemalai polgárháború, 1960–1996
- Guinea-Bissaui polgárháború, 1998–1999
- Perui kommunista felkelés, 1981-től napjainkig (mára az erőszak nagy része lecsengett).
- Vahhábita felkelés a Fülöp-szigeteken, 1969-től napjainkig
- Kasmíri konfliktus, 1989-től napjainkig
- Kurd felkelés, Törökország kurdok lakta részén, 1961–1970, 1988–2003
- Libériai polgárháború, 1989–1996, 1999–2003
- Nepáli polgárháború, 1996–2006
- Északír polgárháború, az IRA felkelése a brit kormány ellen, 1969–1998
- Ruandai polgárháború, 1990–1994
- Sierra Leonei polgárháború, 1991–2002
- Sri Lanka-i polgárháború (etnikai jellegű), 1983-tól napjainkig
- Szudáni polgárháború, 1955–1972, 1983–2005 (a konfliktus Dél-Szudán önálló államá válásával ért véget)
- Tadzsikisztáni polgárháború, 1992–1997
- Ugandai polgárháború, 1987-től napjainkig
- Jemeni polgárháború, 1979–1989, 1994, a 2000-es évek elejétől folytatódik
- Macedóniai polgárháború – a koszovói albán kisebbség elszakadási törekvései 1996–1999 között